# Монморен (Верхние Альпы)
Монморе́н (фр. Montmorin, окс. Montmaurin) — коммуна во Франции, находится в регионе Прованс — Альпы — Лазурный Берег. Департамент коммуны — Верхние Альпы. Входит в состав кантона Сер. Округ коммуны — Гап.
Код INSEE коммуны — 05088.

## Население
Население коммуны на 2008 год составляло 89 человек.
| 1962 | 1968 | 1975 | 1982 | 1990 | 1999 | 2008 |
| ---- | ---- | ---- | ---- | ---- | ---- | ---- |
| 90   | 112  | 109  | 95   | 87   | 84   | 89   |

## Экономика

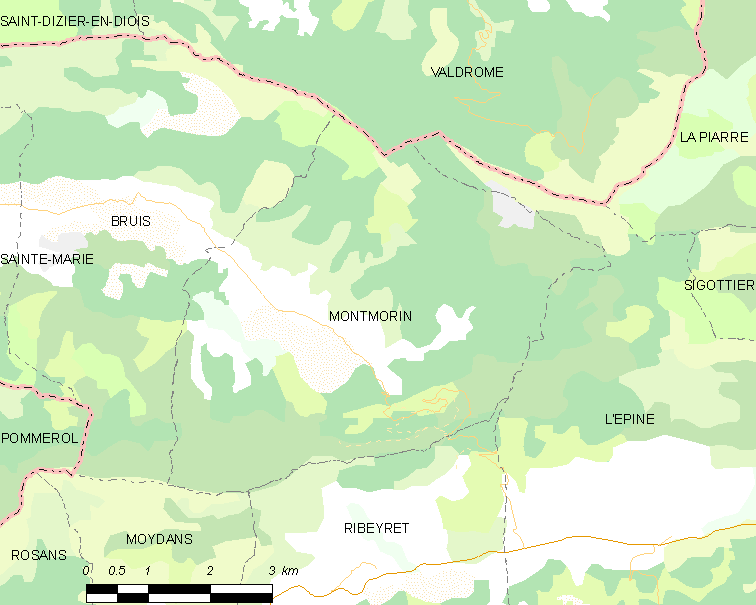
Карта коммуны

В 2007 году среди 54 человек в трудоспособном возрасте (15—64 лет) 26 были экономически активными, 28 — неактивными (показатель активности — 48,1 %, в 1999 году было 46,5 %). Из 26 активных работали 23 человека (15 мужчин и 8 женщин), безработными были 3 мужчин. Среди 28 неактивных 2 человека были учениками или студентами, 12 — пенсионерами, 14 были неактивными по другим причинам.